# Char de l'agriculture

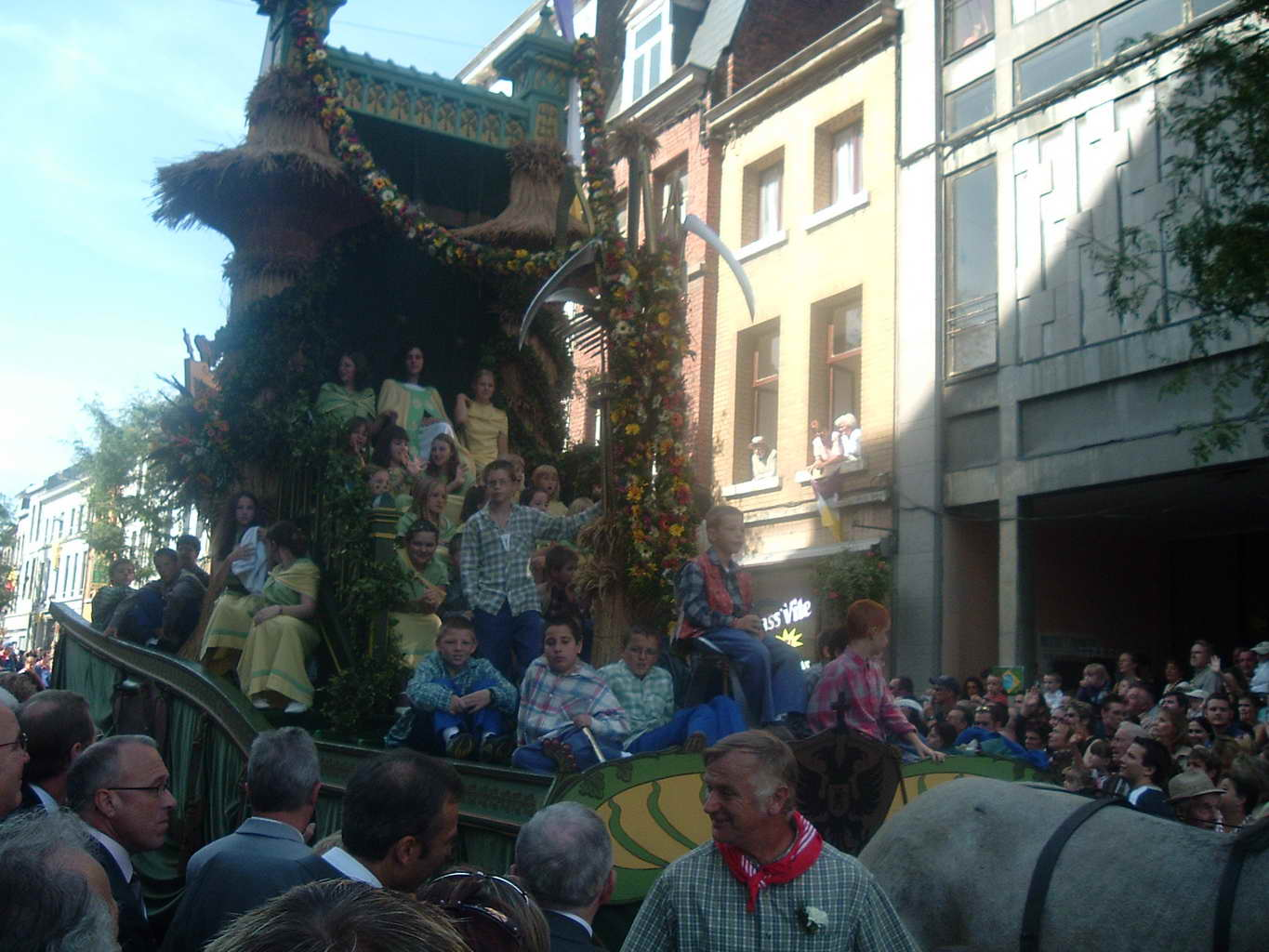

Le char de l’Agriculture est un char du Cortége de la Ducasse d'Ath. Il rappelle qu'Ath est un centre important de l'agriculture en Belgique.
La déesse Cérès, entourée de paysans et de paysannes, trône parmi les gerbes de blé et les instruments agricoles dans un décor inspiré de l’époque 1900. 
Tel qu'il est, le char remonte à 1905. Il a alors remplacé le char des Moissonneurs qui existait déjà en 1860 mais avait disparu à la fin du XIXe siècle. Le char est escorté par un groupe de paysans.